# Црква Рођења Пресвете Богородице у Вишеграду
Црква Рођења Пресвете Богородице у Вишеграду је храм Српске православне цркве који се налази у насељу Мегдан, Вишеград у Републици Српској, БиХ и припада Митрополитији дабробосанској. Црквена слава храма је Мала Госпојина и празнује се 21. септембра, а уједно је и слава града Вишеграда.

## Историја
Познато је да је црква Рођења Пресвете Богородице саграђена у периоду од 1884. године до 1886. године. Давно пре тога су Срби покушавали да изграде цркву на овом простору, што није било могуће због турске власти које су ометале изградњу хришћанских здања. Након аустроугарске окупације 1878. године, стекли су се повољнији услови и кренули су планови за изградњу храма. Турске власти су и тада, након окупације Аустроугарске, имале јак утицај у Вишеграду, па су на све начине покушавали да зауставе градњу овог и других православних храмова у Вишеграду и његовој околини. Упорност Срба се исплатила, па су Турци дали земљиште за изградњу цркве на брду Бан Поља неколико километара од Вишеграда, што Срби нису прихватили јер им локација није одговарала. Након тога аустроугарска власт понудила је Србима земљиште за изградњу цркве у насељу Мегдан, што су Срби прихватили, па је црква саизидана на том месту, као и пут до ње. Пре изградње ове цркве, грађани Вишеграда и његове околине су се молили у једној приватној кући у периоду од 1878. до 1884. године, односно до почетка изградње цркве Рођења Пресвете Богородице. Храм је након изградње имао једну куполу, а звоника није било. Тек касније, изграђена је и друга купола, као и звоник који је био одвојен од цркве. Црква је направљена са заобљеним куполама у руском стилу градње. Током Другог светског рата црква је девастирана јер су бомбе падале у њену порту, а торањ је напукао. Након тога претворена је у складиште и боравиште немачких војника. Након одласка немачких трупа са ових простора црква је обновљена 1946. године, када ју је изасланик митрополита даоборосанског осветио. Од тада па све до данас, црква обавља редовне дужности без престанка.